# Mapa tematyczna
Mapa tematyczna – mapa eksponująca kilka lub jeden wybrany element środowiska przyrodniczego lub określoną dziedzinę życia społeczno-gospodarczego. Wyróżnikiem tego rodzaju map od map ogólnogeograficznych jest ich zakres tematyczny. Treścią podkładową map tematycznych często są wybrane elementy map ogólnogeograficznych. 
Niezależnie od przedstawionego zagadnienia, mapa tematyczna prezentuje wybrane elementy treści odpowiednio dobranej mapy topograficznej lub jej wybranych elementów, która spełnia funkcję osnowy geograficznej tzw. podkładu, dla przedstawienia treści map tematycznych.
Mapami tematycznymi są również mapy przeznaczone dla konkretnego użytkownika, np. mapy samochodowe, mapy lotnicze, mapy geologiczne.
Cechy wartościowej mapy tematycznej:
- dobór treści zgodny z tematem mapy z odpowiednią ilością szczegółów;
- wiarygodne dane źródłowe;
- odpowiednia prezentacja graficzna.

## Klasyfikacja map tematycznych ze względu na treść

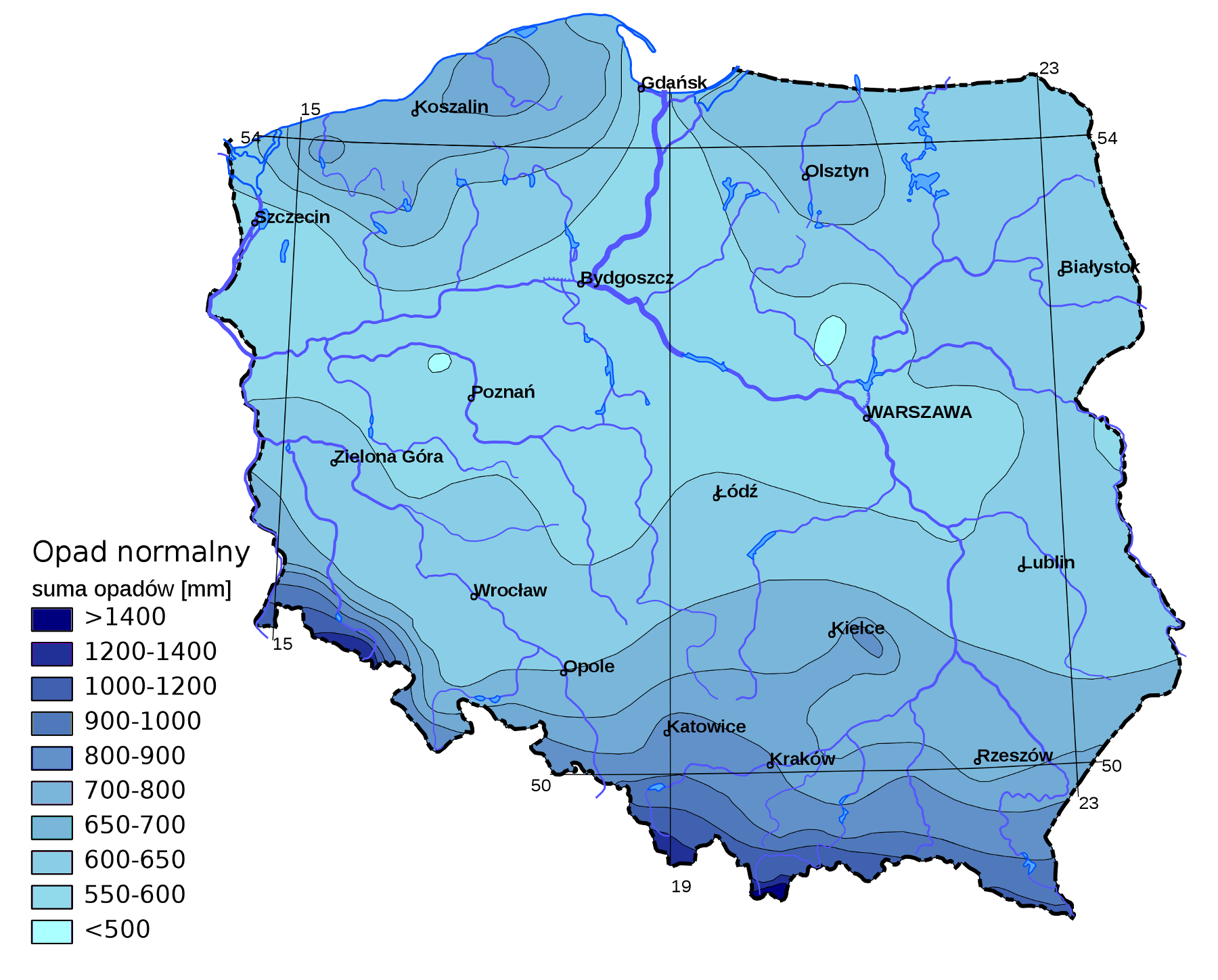
Mapa sumy rocznych opadów w Polsce – przykład przyrodniczej mapy tematycznej

Mapa autostrad i dróg ekspresowych w Polsce – przykład społeczno-gospodarczej mapy tematycznej

Mapy tematyczne dzieli się zwykle na dwie grupy:
- mapy przyrodnicze
- mapy społeczno-gospodarcze

Mapy przyrodnicze można szczegółowo dzielić ze względu na przedstawiane na nich komponenty środowiska przyrodniczego, np.:
- mapy hydrograficzne
- mapy geologiczne
- mapy geomorfologiczne
- mapy sozologiczne
- mapy glebowe
- mapy (geo)botaniczne
- mapy zoogeograficzne
- mapy klimatyczne

Mapy społeczno-gospodarcze można szczegółowo dzielić ze względu na przedstawione na nich zagadnienia, np.:
- mapy ludnościowe
- mapy osadnictwa
- mapy przemysłu
- mapy rolnictwa
- mapy komunikacyjne (komunikacji)
- mapy leśne
- mapy turystyczne
- mapy historyczne
- mapy językowe
- mapy polityczno-administracyjne
- mapy katastralne
- mapy infrastruktury technicznej

Ponadto istnieją kompleksowe mapy tematyczne zawierające zarówno tematy przyrodnicze, jak i społeczno-gospodarcze, np.:
- mapy ekologiczne
- mapy glebowo-rolnicze
- mapy agroklimatyczne
- mapy geologiczno-inżynierskie
- mapy zasobów środowiska przyrodniczego

Innym stosowanym podziałem map tematycznych ze względu na ich treść jest podział na dwie grupy:
- mapy geograficzne
- mapy nauk niegeograficznych